# B.U.G. Mafia
B.U.G. Mafia (Bucharest Underground Mafia) è un gruppo rap rumeno proveniente da Pantelimon. Si sono formati nel 1993, i membri sono: Vlad "Tataee" Irimia, Dragoş "Caddillac" Vlad-Neagu e Alin "Uzzi" Demeter. Il loro album di debutto, Mafia, segna l'inizio di una nuova era Gangsta rap

## Storia
I membri si conoscono nel 1993 e registrano la loro prima canzone nei primi mesi del 1994. Il gruppo pubblicò l'album Mafia alla fine del 1995 e permise alla band di firmare per la Cat Music. Negli anni a venire, pubblicheranno vari album, Născut şi crescut în Pantelimon (1996), IV: Deasupra tuturor (1997) e De Cartier (1998), quest'ultimo è l'album dei B.U.G. Mafia più venduto in assoluto. Nel 2000 pubblicano 2 album, După blocuri e Întotdeauna pentru totdeauna e nel 2003 esce Băieţii Buni. Il gruppo pubblica il loro ottavo album solo nel 2011, ovvero Înapoi În Viitor.

## Discografia

### Album in studio
- Mafia - 1995
- Născut şi crescut în Pantelimon - 1996 (“nato e cresciuto in Pantelimon”)
- IV: Deasupra tuturor - 1997 (“sopra a tutti “)
- De Cartier - 1998 (“da gang”)
- După blocuri - 2000 (“dietro agli appartamenti”)
- Întotdeauna pentru totdeauna - 2000 (“sempre  insieme e per sempre”)
- Băieţii Buni - 2003 (“i bravi ragazzi”)
- Înapoi În Viitor - 2011 (“indietro nel futuro”)

### Extended Plays
- Înc-o zi, înc-o poveste - 1996

### Compilation
- B.U.G. Mafia prezintă CASA - 2002

### Greatest Hits Albums
- Viaţa noastră Vol.1 (Our Life Vol. 1) - 2006
- Viaţa noastră Vol.2 (Our Life Vol. 2) - 2009
- Viaţa noastră (Deluxe Edition) (Our Life Deluxe Edition) - 2009